# Leões do Barão Açu
O Grêmio Recreativo e Escola de Samba Leões do Barão de Açu (GRES Leões do Barão de Açu) é uma escola de samba da cidade de Manaus, no estado brasileiro do Amazonas..
Estreou no sambódromo em 2003 com o enredo sobre Jorge Ben Jor. Desfilou em apenas 15 minutos.
Em 2009, homenageou a cidade de Coari.
Em 2010, foi terceira colocada do Grupo B (AESGMA).
Em 2011, caiu para o Grupo de Acesso B.

## Segmentos

### Presidentes
| Período   | Presidente      | Ref |
| --------- | --------------- | --- |
| 2003-2006 | Nelson          |     |
| 2007-2016 | Maria Elizabete |     |

| Período   | Presidente de honra | Ref |
| --------- | ------------------- | --- |
| 2003-2016 | Luiz Carlos Bonates |     |

## Carnavais
| Ano  | Colocação   | Grupo    | Enredo                                                                | Carnavalesco | Intérprete | Ref |
| ---- | ----------- | -------- | --------------------------------------------------------------------- | ------------ | ---------- | --- |
| 2003 | Vice-Campeã | Grupo 2  | Jorge Ben Jor                                                         |              |            |     |
| 2004 | 8º lugar    | Grupo 2  | Ítala Bell                                                            |              |            |     |
| 2005 | 5º lugar    | Grupo 2  | Manaus                                                                |              |            |     |
| 2006 | 8º lugar    | Grupo 2  | Batuque                                                               |              |            |     |
| 2007 | 3º lugar    | Grupo 2  | O Barão Comanda, Viajar é Preciso                                     |              |            |     |
| 2008 | 7º lugar    | Acesso   | Reciclagem, a Recriação da Vida. Do Lixo ao Luxo - Juvenal Sapucaya   |              |            |     |
| 2009 | 12º lugar   | Acesso   | Coari                                                                 |              |            |     |
| 2010 | 3º lugar    | Grupo B  | Em Cima da Noticia com Patrick Motta                                  |              |            |     |
| 2011 | 12º lugar   | Acesso   | Agitou                                                                |              |            |     |
| 2012 |             | Acesso C | Aruba em Cores                                                        |              |            |     |
| 2013 | 5º Lugar    | Acesso C | Os Leões embriagando a avenida com a história do vinho                | Aercio Pinto |            |     |
| 2014 | 3º Lugar    | Acesso C | Manaus, Calor? Só Humano!!!                                           | Aercio Pinto |            |     |
| 2015 | 4º Lugar    | Acesso C | Sou Leão, sou Boulevard, sou tradição….há 28 anos contagiando o povão |              |            |     |
| 2016 | 4º Lugar    | Acesso C | Olimpíadas na Floresta pra "Caboco" e Gringo ver                      |              |            |     |
| 2017 | 4º Lugar    | Acesso C | Encantador das Cunhãs                                                 |              |            |     |
| 2018 | 4º Lugar    | Acesso C | Cerdeiras: os Exímios Embaixadores das Noites Amazonenses             |              |            |     |